# Tiburtinska sibyllan
Tiburtinska sibyllan eller Estruskiska sibyllan var en orakelprästinna i den romerska (ursprungligen etruskiska) staden Tibur (nu Tivoli) i Italien under antiken.  Hon är främst känd för den gång hon tillfrågades av kejsar Augustus om han skulle låta sig dyrkas som en gud.